# Rumiko Takahashi
Rumiko Takahashi (高橋 留美子?, Takahashi Rumiko; Niigata, 10 ottobre 1957) è una fumettista e character designer giapponese.
È diventata, grazie alle sue opere, la mangaka di maggior successo, popolarità e influenza del Giappone, tale da essere soprannominata "la regina dei manga".
Nel 2018 è stata inserita nella Hall of Fame dell'Eisner Award, e nel 2019 ha vinto il Grand Prix de la ville d'Angoulême.

## Biografia
Da sempre appassionata di manga e fan di autori quali Kazuo Koike e Ryōichi Ikegami, dopo aver realizzato varie dōjinshi durante gli anni della scuola, debutta professionalmente nel mondo del fumetto nel 1978 con la storia breve Kattena yatsura, che svilupperà poi nella sua prima opera lunga Lamù, iniziata nello stesso anno e conclusa nel 1987 insieme a Maison Ikkoku, altra popolare serie pubblicata dalla Takahashi nello stesso periodo. Nel 1987 vede inoltre la luce lo shōnen di arti marziali Ranma ½, probabilmente la sua opera più conosciuta e fra i fumetti più famosi nel mondo, conclusa solo nel 1996. Nello stesso anno inizia a disegnare Inuyasha, altra fortunata opera completata nel 2008; nel 2020 lavora come character designer per la serie animata Yashahime: Princess Half-Demon, spin-off di Inuyasha. Nella primavera 2009 è iniziata la pubblicazione di Rinne, terminata poi nel 2017. Dall'8 maggio 2019 inizia MAO, attualmente in corso di pubblicazione.
Oltre alle sue opere seriali lunghe, la Takahashi è anche autrice di serie brevi dove sperimenta generi molti diversi fra loro, come la commedia sentimentale One Pound Gospel o l'horror La saga delle sirene, nonché di moltissime storie brevi pubblicate prima su rivista e poi in varie raccolte, fra cui Rumic World, 1 or W, Rumic Theater e altre.
È una dei mangaka più ricchi del Giappone. La stessa Shōnen Sunday, rivista settimanale che ospita le sue storie, pubblica i suoi editoriali che hanno per oggetto gli argomenti più svariati: la sua squadra di baseball preferita (Hanshin Tigers), il gruppo musicale che più ama (gli SHAZNA), i suoi ricordi.
Ad agosto 2008, tutti i lavori dell'autrice avevano venduto oltre 170 milioni di copie soltanto in Giappone. Nel 2017 i suoi lavori  hanno superato le 200 milioni di copie vendute, facendola diventare la mangaka donna che ha venduto più di tutte in assoluto.

## Stile
Il tratto di Rumiko Takahashi è fra i più riconoscibili nell'ambito dei manga. Cresciuta artisticamente sotto Kazuo Koike e Ryōichi Ikegami, la Takahashi ha da sempre disegnato con il pennello, evitando il pennino o la penna a china o il disegno digitale (che sono invece gli strumenti più usati). La caratterizzazione grafica dei personaggi è molto semplice e insieme efficace: questa abilità grafica è uno degli ingredienti del suo grande successo, perché i suoi disegni vengono recepiti da ogni tipo di pubblico, dai lettori di tutto il mondo e tutte le culture. Le opere della Takahashi, seppur fortemente intrise di cultura e di mitologia giapponese, sono infatti diffuse e apprezzate in tutto il pianeta e l'autrice è una delle fumettiste più famose al mondo.
Una delle caratteristiche peculiari del successo della Takahashi è l'aver conquistato un folto pubblico di entrambi i sessi, grazie alla sua particolare abilità nel realizzare fumetti prettamente shōnen però arricchiti dagli elementi di quelli shōjo.

## Opere

### Serie
- Lamù (うる星やつら?, Urusei yatsura), 1978-1987, 34 tankōbon, pubblicato in Giappone da Shōnen Sunday (Shogakukan); pubblicato in Italia per la prima volta nel 1991 da Granata Press, riedito nel 1997 da Star Comics in 48 volumi e riedito nel 2019 in 17 volumi con il titolo Lamù - Urusei Yatsura.
- Maison Ikkoku (めぞん一刻?, Mezon Ikkoku), 1980-1987, 15 tankōbon, pubblicato in Italia per la prima volta nel 1994 da Granata Press, riedito col titolo Maison Ikkoku - Cara dolce Kyoko nel 1998 da Star Comics in 27 volumi e nel 2015 nel formato Wideban in 10 volumi con il titolo Maison Ikkoku Perfect Edition.
- Ranma ½ (らんま½?, Ranma nibun no ichi), 1987-1996, 38 tankōbon, pubblicato in Giappone da Shōnen Sunday (Shogakukan); pubblicato in Italia con lo stesso titolo per la prima volta nel 1992 da Granata Press, riedito da Star Comics in 53 volumi nel 1996, in 38 volumi nel 2001 e in 20 volumi nel 2017.
- One Pound Gospel (1ポンドの福音?, Ichi pondo no fukuin), 1989-1991, 4 tankōbon, pubblicato in Giappone da Young Sunday (Shogakukan), pubblicato in Italia da Star Comics nel 1997 (incompleta) e riedito completamente nel 2008.
- Inuyasha (犬夜叉?, Inuyasha), 1996-2008, 56 tankōbon, pubblicato in Giappone da Shōnen Sunday (Shogakukan); pubblicato in Italia da Star Comics in 67 volumi nel 2001, riedito in 56 volumi nel 2009 e nel 2021 riedito nel formato Wideban in 30 volumi con il titolo Inuyasha Wide Edition.
- Rinne (境界のRINNE?, Kyōkai no RINNE), 2009-2017, 40 tankōbon; pubblicato in Giappone da Weekly Shōnen Sunday[11], pubblicato in Italia da Star Comics dal 2011 al 2020.
- MAO (MAO?), 2019-in corso, pubblicato in Giappone da Weekly Shōnen Sunday[12]; pubblicato in Italia da Star Comics nel 2020.

### La saga delle sirene
La saga delle sirene, in originale Ningyo Series (人魚シリーズ?, Ningyo shirīzu) è una serie di storie che raccontano le drammatiche vicende di Yūta e Mana, un ragazzo ed una ragazza condannati all'immortalità dopo aver mangiato carne di sirena. Secondo il racconto, la carne di sirena è un potente veleno che uccide la maggior parte delle persone che provano a mangiarla: solo in poche occasioni la carne non uccide chi la ingerisce, ma trasforma questi sfortunati in orribili mostri immortali; in eventi ancora più rari, la carne non uccide e non altera le fattezze di chi la mangia, ma dona loro l'immortalità.
Escluso il primo capitolo introduttivo, l'opera è composta da nove episodi indipendenti fra loro e non segue una trama unica. In Giappone il fumetto è stato pubblicato in due volumi rispettivamente nel 1988 e 1992 che raccoglievano le prime sette storie, poi in versione integrale in tre volumi nel 2003.
In Italia il primo volume (edizione 1988) è stato pubblicato per la prima volta da Granata Press, ma l'azienda fallì senza riuscire a pubblicare il resto del materiale. La Star Comics recuperò la serie ripubblicando nel 1998 sia il volume del 1988, sia quello del 1992 sia un terzo volume con le ultime due storie; nel 2022 pubblica una nuova edizione completa in due volumi col titolo Mermaid Saga.
Titoli dell'edizione Star Comics del 1998:
1. Il bosco della sirena (人魚の森?, Ningyo no mori)
2. Il segno della sirena (人魚の傷?, Ningyo no kizu)
3. La maschera della sirena (最後の顔?, Saigo no kao)

### Raccolte di storie autoconclusive
- Rumic World, 3 volumi, pubblicato in Italia con il medesimo titolo (1997, Star Comics).
- 1 or W, 1 volume, pubblicato in Italia con il medesimo titolo (1999, Star Comics).
- Rumiko Takahashi Anthology, 5 volumi:
  1. Rumic Theater, titolo originale La tragedia di Pi (Pの悲劇?, Pii no Higeki), 1994, pubblicato in Italia nel 1998 da Star Comics.
  2. Rumic Short, titolo originale Il cane dell'amministratore delegato (専務の犬?, Semmu no inu), 1997, pubblicato in Italia nel 2001 da Star Comics.
  3. Il bouquet rosso (赤い花束?, Akai hanataba), 2005, pubblicato in Italia con il medesimo titolo nel 2006 da Star Comics.
  4. Gli uccelli del destino (運命の鳥?, Unmei no tori), 2011[13], pubblicato in Italia con il medesimo titolo nel 2013 da Star Comics.
  5. Lo specchio (鏡が来た?, Kagami ga kita), 2015, pubblicato in Italia con il medesimo titolo nel 2016 da Star Comics[14].
  6. A cena con la strega (魔女とディナー?, Majo to dinā), 2019, pubblicato in Italia nel 2020 da Star Comics[15].

## Premi e riconoscimenti
Nel 2018 è stata inserita nell'albo d'oro dell'Eisner Award.
Mentre l'8 ottobre 2021 è entrata nella Hall of fame degli Harvey Awards.
Ha vinto anche il Grand Prix de la ville d'Angoulême 2019.